# Llista d'espècies de prodidòmids
Aquesta és la llista d'espècies de prodidòmids, una família d'aranyes araneomorfes de la superfamília dels gnafosoïdeus. Conté la informació recollida fins al 2 de novembre de 2006 i hi ha citats 31 gèneres i 303 espècies; d'elles, 53 pertanyen al gènere Prodidomus. La seva distribució és força extensa a Àfrica, Amèrica del Sud i Central, Sud d'Europa i d'Àsia i Austràlia.

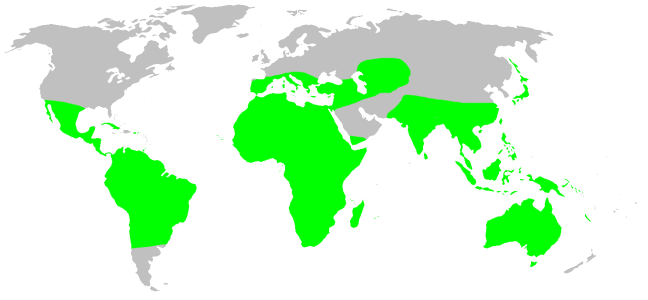
Distribució dels prodidòmids

## Gèneres i espècies

### Anagrina
Berland, 1920
- Anagrina alticola Berland, 1920 (Àfrica Oriental)
- Anagrina nigritibialis Denis, 1955 (Níger)

### Austrodomus
Lawrence, 1947
- Austrodomus scaber (Purcell, 1904) (Sud-àfrica)
- Austrodomus zuluensis Lawrence, 1947 (Sud-àfrica)

### Caudalia
Alayón, 1980
- Caudalia insularis Alayón, 1980 (Cuba)

### Chileomma
Platnick, Shadab & Sorkin, 2005
- Chileomma campana Platnick, Shadab & Sorkin, 2005 (Xile)
- Chileomma Chilensis Platnick, Shadab & Sorkin, 2005 (Xile)
- Chileomma franckei Platnick, Shadab & Sorkin, 2005 (Xile)
- Chileomma malleco Platnick, Shadab & Sorkin, 2005 (Xile)
- Chileomma petorca Platnick, Shadab & Sorkin, 2005 (Xile)
- Chileomma rinconada Platnick, Shadab & Sorkin, 2005 (Xile)
- Chileomma ruiles Platnick, Shadab & Sorkin, 2005 (Xile)

### Chileuma
Platnick, Shadab & Sorkin, 2005
- Chileuma paposo Platnick, Shadab & Sorkin, 2005 (Xile)
- Chileuma renca Platnick, Shadab & Sorkin, 2005 (Xile)
- Chileuma serena Platnick, Shadab & Sorkin, 2005 (Xile)

### Chilongius
Platnick, Shadab & Sorkin, 2005
- Chilongius eltofo Platnick, Shadab & Sorkin, 2005 (Xile)
- Chilongius frayjorge Platnick, Shadab & Sorkin, 2005 (Xile)
- Chilongius huasco Platnick, Shadab & Sorkin, 2005 (Xile)
- Chilongius molles Platnick, Shadab & Sorkin, 2005 (Xile)
- Chilongius palmas Platnick, Shadab & Sorkin, 2005 (Xile)

### Cryptoerithus
Rainbow, 1915
- Cryptoerithus annaburroo Platnick & Baehr, 2006 (Territori del Nord)
- Cryptoerithus griffith Platnick & Baehr, 2006 (Queensland, Sud d'Austràlia)
- Cryptoerithus halifax Platnick & Baehr, 2006 (Sud d'Austràlia)
- Cryptoerithus halli Platnick & Baehr, 2006 (Oest d'Austràlia)
- Cryptoerithus harveyi Platnick & Baehr, 2006 (Oest d'Austràlia)
- Cryptoerithus hasenpuschi Platnick & Baehr, 2006 (Queensland)
- Cryptoerithus lawlessi Platnick & Baehr, 2006 (Queensland)
- Cryptoerithus melindae Platnick & Baehr, 2006 (Oest d'Austràlia)
- Cryptoerithus nichtaut Platnick & Baehr, 2006 (Queensland)
- Cryptoerithus ninan Platnick & Baehr, 2006 (Oest d'Austràlia)
- Cryptoerithus nonaut Platnick & Baehr, 2006 (Territori del Nord, Sud d'Austràlia)
- Cryptoerithus nopaut Platnick & Baehr, 2006 (Oest d'Austràlia)
- Cryptoerithus nyetaut Platnick & Baehr, 2006 (Territori del Nord)
- Cryptoerithus occultus Rainbow, 1915 (Oest d'Austràlia, Territori del Nord, Sud d'Austràlia)
- Cryptoerithus quamby Platnick & Baehr, 2006 (Queensland)
- Cryptoerithus quobba Platnick & Baehr, 2006 (Meridional Austràlia)
- Cryptoerithus rough Platnick & Baehr, 2006 (Sud d'Austràlia)
- Cryptoerithus shadabi Platnick & Baehr, 2006 (Meridional Austràlia)
- Cryptoerithus stuart Platnick & Baehr, 2006 (Territori del Nord)

### Eleleis
Simon, 1893
- Eleleis crinita Simon, 1893 (Sud-àfrica)

### Encoptarthria
Main, 1954
- Encoptarthria serventyi Main, 1954 (Oest d'Austràlia)

### Katumbea
Cooke, 1964
- Katumbea oxoniensis Cooke, 1964 (Tanzània)

### Lygromma
Simon, 1893
- Lygromma anops Peck & Shear, 1987 (Illes Galàpagos)
- Lygromma chamberlini Gertsch, 1941 (Panamà, Colòmbia, Cuba)
- Lygromma domingo Platnick & Shadab, 1981 (Equador)
- Lygromma dybasi Platnick & Shadab, 1976 (Costa Rica, Panamà)
- Lygromma gasnieri Brescovit & Höfer, 1993 (Brasil)
- Lygromma gertschi Platnick & Shadab, 1976 (Jamaica)
- Lygromma huberti Platnick & Shadab, 1976 (Veneçuela, Brasil)
- Lygromma kochalkai Platnick & Shadab, 1976 (Colòmbia)
- Lygromma peckorum Platnick & Shadab, 1976 (Colòmbia)
- Lygromma Perúvianum Platnick & Shadab, 1976 (Perú)
- Lygromma quindio Platnick & Shadab, 1976 (Colòmbia)
- Lygromma senoculatum Simon, 1893 (Veneçuela)
- Lygromma simoni (Berland, 1913) (Equador)
- Lygromma taruma Brescovit & Bonaldo, 1998 (Brasil)
- Lygromma tuxtla Platnick, 1978 (Mèxic)
- Lygromma valencianum Simon, 1892 (Veneçuela)
- Lygromma volcan Platnick & Shadab, 1981 (Panamà)
- Lygromma wygodzinskyi Platnick, 1978 (Colòmbia)
- Lygromma ybyguara Rheims & Brescovit, 2004 (Brasil)

### Lygrommatoides
Strand, 1918
- Lygrommatoides problematica Strand, 1918 (Japó)

### Molycria
Simon, 1887
- Molycria amphi Platnick & Baehr, 2006 (Queensland)
- Molycria broadwater Platnick & Baehr, 2006 (Queensland, Nova Gal·les del Sud)
- Molycria bulburin Platnick & Baehr, 2006 (Queensland)
- Molycria bundjalung Platnick & Baehr, 2006 (Nova Gal·les del Sud)
- Molycria burwelli Platnick & Baehr, 2006 (Queensland)
- Molycria canonba Platnick & Baehr, 2006 (Queensland, Nova Gal·les del Sud)
- Molycria cleveland Platnick & Baehr, 2006 (Queensland)
- Molycria cooki Platnick & Baehr, 2006 (Queensland)
- Molycria dalby Platnick & Baehr, 2006 (Queensland, Nova Gal·les del Sud)
- Molycria daviesae Platnick & Baehr, 2006 (Queensland)
- Molycria dawson Platnick & Baehr, 2006 (Queensland)
- Molycria drummond Platnick & Baehr, 2006 (Queensland)
- Molycria goanna Platnick & Baehr, 2006 (Queensland, Nova Gal·les del Sud)
- Molycria grayi Platnick & Baehr, 2006 (Queensland, Nova Gal·les del Sud, Illa de Lord Howe)
- Molycria isla Platnick & Baehr, 2006 (Queensland)
- Molycria kaputar Platnick & Baehr, 2006 (Nova Gal·les del Sud)
- Molycria mammosa (O. P.-Cambridge, 1874) (Nova Gal·les del Sud, Capital Territory)
- Molycria mcleani Platnick & Baehr, 2006 (Queensland)
- Molycria milledgei Platnick & Baehr, 2006 (Nova Gal·les del Sud)
- Molycria moffatt Platnick & Baehr, 2006 (Queensland)
- Molycria monteithi Platnick & Baehr, 2006 (Queensland)
- Molycria moranbah Platnick & Baehr, 2006 (Queensland)
- Molycria nipping Platnick & Baehr, 2006 (Queensland)
- Molycria quadricauda (Simon, 1908) (Austràlia Meridional)
- Molycria raveni Platnick & Baehr, 2006 (Queensland)
- Molycria robert Platnick & Baehr, 2006 (Queensland)
- Molycria smithae Platnick & Baehr, 2006 (Nova Gal·les del Sud)
- Molycria stanisici Platnick & Baehr, 2006 (Queensland)
- Molycria taroom Platnick & Baehr, 2006 (Queensland)
- Molycria thompsoni Platnick & Baehr, 2006 (Queensland)
- Molycria tooloombah Platnick & Baehr, 2006 (Queensland)
- Molycria upstart Platnick & Baehr, 2006 (Queensland)
- Molycria vokes Platnick & Baehr, 2006 (Oest d'Austràlia, Territori del Nord, Sud d'Austràlia)
- Molycria wallacei Platnick & Baehr, 2006 (Queensland)
- Molycria wardeni Platnick & Baehr, 2006 (Queensland)
- Molycria wrightae Platnick & Baehr, 2006 (Queensland)

### Moreno
Mello-Leitão, 1940
- Moreno chacabuco Platnick, Shadab & Sorkin, 2005 (Xile)
- Moreno chivato Platnick, Shadab & Sorkin, 2005 (Xile)
- Moreno grande Platnick, Shadab & Sorkin, 2005 (Xile)
- Moreno morenoi Mello-Leitão, 1940 (Argentina)
- Moreno neuquen Platnick, Shadab & Sorkin, 2005 (Argentina)
- Moreno ramirezi Platnick, Shadab & Sorkin, 2005 (Argentina)

### Myandra
Simon, 1887
- Myandra bicincta Simon, 1908 (Austràlia)
- Myandra cambridgei Simon, 1887 (Austràlia)
- Myandra myall Platnick & Baehr, 2006 (Queensland fins a Tasmània)
- Myandra tinline Platnick & Baehr, 2006 (Austràlia Meridional)

### Namundra
Platnick & Bird, 2007 (Àfrica)
- Namundra brandberg Platnick & Bird, 2007 (Àfrica)
- Namundra griffinae Platnick & Bird, 2007 (Àfrica)
- Namundra kleynjansi Platnick & Bird, 2007 (Àfrica)
- Namundra leechi Platnick & Bird, 2007 (Àfrica)

### Neozimiris
Simon, 1903
- Neozimiris chickeringi Platnick & Shadab, 1976 (Panamà)
- Neozimiris crinis Platnick & Shadab, 1976 (Mèxic)
- Neozimiris escandoni Müller, 1987 (Colòmbia)
- Neozimiris exuma Platnick & Shadab, 1976 (Bahames)
- Neozimiris levii Platnick & Shadab, 1976 (Curaçao)
- Neozimiris nuda Platnick & Shadab, 1976 (Puerto Rico)
- Neozimiris pinta Platnick & Shadab, 1976 (Illes Galàpagos)
- Neozimiris pinzon Platnick & Shadab, 1976 (Illes Galàpagos)
- Neozimiris pubescens (Banks, 1898) (EUA, Mèxic)

### Nomindra
Platnick & Baehr, 2006
- Nomindra arenaria Platnick & Baehr, 2006 (Territori del Nord)
- Nomindra barlee Platnick & Baehr, 2006 (Oest d'Austràlia)
- Nomindra berrimah Platnick & Baehr, 2006 (Territori del Nord)
- Nomindra cocklebiddy Platnick & Baehr, 2006 (Oest d'Austràlia)
- Nomindra cooma Platnick & Baehr, 2006 (Oest d'Austràlia)
- Nomindra fisheri Platnick & Baehr, 2006 (Territori del Nord)
- Nomindra flavipes (Simon, 1908) (Oest d'Austràlia, Sud d'Austràlia)
- Nomindra gregory Platnick & Baehr, 2006 (Oest d'Austràlia, Territori del Nord)
- Nomindra indulkana Platnick & Baehr, 2006 (Oest d'Austràlia, Sud d'Austràlia)
- Nomindra jarrnarm Platnick & Baehr, 2006 (Oest d'Austràlia, Territori del Nord)
- Nomindra kinchega Platnick & Baehr, 2006 (Sud d'Austràlia, Queensland fins a Victòria)
- Nomindra leeuweni Platnick & Baehr, 2006 (Meridional Austràlia)
- Nomindra ormiston Platnick & Baehr, 2006 (Territori del Nord, Sud d'Austràlia)
- Nomindra thatch Platnick & Baehr, 2006 (Queensland)
- Nomindra woodstock Platnick & Baehr, 2006 (Oest d'Austràlia)
- Nomindra yeni Platnick & Baehr, 2006 (Oest d'Austràlia fins a Queensland)

### Oltacloea
Mello-Leitão, 1940
- Oltacloea beltraoae Brescovit & Ramos, 2003 (Brasil)
- Oltacloea mutilata Mello-Leitão, 1940 (Argentina)
- Oltacloea ribaslangei Bonaldo & Brescovit, 1997 (Brasil)

### Plutonodomus
Cooke, 1964
- Plutonodomus kungwensis Cooke, 1964 (Tanzània)

### Prodida
Dalmas, 1919
- Prodida longiventris Dalmas, 1919 (Filipines)
- Prodida stella Saaristo, 2002 (Seychelles)

### Prodidomus
Hentz, 1847
- Prodidomus amaranthinus (Lucas, 1846) (Mediterrani)
- Prodidomus aurantiacus Simon, 1890 (Iemen)
- Prodidomus beattyi Platnick, 1977 (Oest d'Austràlia, Territori del Nord)
- Prodidomus bendee Platnick & Baehr, 2006 (Queensland)
- Prodidomus bicolor Denis, 1957 (Sudan)
- Prodidomus birmanicus Thorell, 1897 (Myanmar)
- Prodidomus bryantae Alayón, 1995 (Cuba)
- Prodidomus capensis Purcell, 1904 (Sud-àfrica)
- Prodidomus chaperi (Simon, 1884) (Índia)
- Prodidomus clarki Cooke, 1964 (Illa Ascension)
- Prodidomus dalmasi Berland, 1919 (Kenya)
- Prodidomus djibutensis Dalmas, 1919 (Somàlia)
- Prodidomus domesticus Lessert, 1938 (Congo)
- Prodidomus duffeyi Cooke, 1964 (Illa Ascension)
- Prodidomus flavidus (Simon, 1884) (Algèria)
- Prodidomus flavipes Lawrence, 1952 (Sud-àfrica)
- Prodidomus flavus Platnick & Baehr, 2006 (Queensland)
- Prodidomus geniculosus Dalmas, 1919 (Tunísia)
- Prodidomus granulosus Cooke, 1964 (Ruanda)
- Prodidomus hispanicus Dalmas, 1919 (Espanya, Grècia)
- Prodidomus kimberley Platnick & Baehr, 2006 (Oest d'Austràlia, Territori del Nord)
- Prodidomus lampei Strand, 1915 (Namíbia)
- Prodidomus lampeli Cooke, 1964 (Etiòpia)
- Prodidomus latebricola Cooke, 1964 (Tanzània)
- Prodidomus margala Platnick, 1976 (Pakistan)
- Prodidomus maximus Lessert, 1936 (Moçambic)
- Prodidomus nigellus Simon, 1890 (Iemen)
- Prodidomus nigricaudus Simon, 1893 (Veneçuela)
- Prodidomus opacithorax Simon, 1893 (Veneçuela)
- Prodidomus palkai Cooke, 1972 (Índia)
- Prodidomus papavanasanemensis Cooke, 1972 (Índia)
- Prodidomus purpurascens Purcell, 1904 (Sud-àfrica)
- Prodidomus purpureus Simon, 1907 (Àfrica Occidental)
- Prodidomus redikorzevi Spassky, 1940 (Kazakhstan, Turkmenistan)
- Prodidomus reticulatus Lawrence, 1927 (Namíbia)
- Prodidomus revocatus Cooke, 1964 (Maurici)
- Prodidomus robustus Dalmas, 1919 (Etiòpia)
- Prodidomus rodolphianus Dalmas, 1919 (Àfrica Oriental)
- Prodidomus rollasoni Cooke, 1964 (Líbia)
- Prodidomus rufus Hentz, 1847 (Xina, Japó, Nova Caledònia, EUA, Cuba, Argentina, Xile, Santa Helena)
- Prodidomus saharanpurensis (Tikader, 1982) (Índia)
- Prodidomus sampeyi Platnick & Baehr, 2006 (Oest d'Austràlia)
- Prodidomus seemani Platnick & Baehr, 2006 (Queensland)
- Prodidomus simoni Dalmas, 1919 (Sud-àfrica)
- Prodidomus singulus Suman, 1967 (Hawaii)
- Prodidomus sirohi Platnick, 1976 (Índia)
- Prodidomus tigrinus Dalmas, 1919 (Àfrica Occidental)
- Prodidomus tirumalai Cooke, 1972 (Índia)
- Prodidomus venkateswarai Cooke, 1972 (Índia)
- Prodidomus watongwensis Cooke, 1964 (Tanzània)
- Prodidomus woodleigh Platnick & Baehr, 2006 (Oest d'Austràlia)
- Prodidomus wunderlichi Deeleman-Reinhold, 2001 (Tailàndia)
- Prodidomus yorke Platnick & Baehr, 2006 (Queensland)

### Purcelliana
Cooke, 1964
- Purcelliana problematica Cooke, 1964 (Sud-àfrica)

### Theuma
Simon, 1893
- Theuma ababensis Tucker, 1923 (Sud-àfrica)
- Theuma andonea Lawrence, 1927 (Namíbia)
- Theuma aprica Simon, 1893 (Sud-àfrica)
- Theuma capensis Purcell, 1907 (Sud-àfrica)
- Theuma cedri Purcell, 1907 (Sud-àfrica)
- Theuma elucubata Tucker, 1923 (Sud-àfrica)
- Theuma foveolata Tucker, 1923 (Sud-àfrica)
- Theuma funerea Lawrence, 1928 (Namíbia)
- Theuma fusca Purcell, 1907 (Sud-àfrica)
- Theuma intermedia Strand, 1915 (Namíbia)
- Theuma longipes Lawrence, 1927 (Namíbia)
- Theuma maculata Purcell, 1907 (Sud-àfrica)
- Theuma microphthalma Lawrence, 1928 (Namíbia)
- Theuma mutica Purcell, 1907 (Sud-àfrica)
- Theuma ovambica Lawrence, 1927 (Namíbia)
- Theuma parva Purcell, 1907 (Sud-àfrica)
- Theuma purcelli Tucker, 1923 (Sud-àfrica)
- Theuma pusilla Purcell, 1908 (Sud-àfrica)
- Theuma recta Lawrence, 1927 (Namíbia)
- Theuma schreineri Purcell, 1907 (Sud-àfrica)
- Theuma schultzei Purcell, 1908 (Sud-àfrica)
- Theuma tragardhi Lawrence, 1947 (Sud-àfrica)
- Theuma velox Purcell, 1908 (Sud-àfrica)
- Theuma walteri (Simon, 1889) (Turkmenistan?)
- Theuma xylina Simon, 1893 (Sud-àfrica)
- Theuma zuluensis Lawrence, 1947 (Sud-àfrica)

### Theumella
Strand, 1906
- Theumella penicillata Strand, 1906 (Etiòpia)
- Theumella typica Strand, 1906 (Etiòpia)

### Tivodrassus
Chamberlin & Ivie, 1936
- Tivodrassus ethophor Chamberlin & Ivie, 1936 (Mèxic)
- Tivodrassus farias Platnick & Shadab, 1976 (Mèxic)
- Tivodrassus pecki Platnick & Shadab, 1976 (Mèxic)
- Tivodrassus reddelli Platnick & Shadab, 1976 (Mèxic)

### Tricongius
Simon, 1892
- Tricongius amazonicus Platnick & Höfer, 1990 (Brasil)
- Tricongius collinus Simon, 1893 (Veneçuela)
- Tricongius granadensis Mello-Leitão, 1941 (Colòmbia)

### Wesmaldra
Platnick & Baehr, 2006
- Wesmaldra baynesi Platnick & Baehr, 2006 (Oest d'Austràlia)
- Wesmaldra bidgemia Platnick & Baehr, 2006 (Oest d'Austràlia)
- Wesmaldra bromilowi Platnick & Baehr, 2006 (Oest d'Austràlia)
- Wesmaldra hirsti Platnick & Baehr, 2006 (Oest d'Austràlia)
- Wesmaldra kakadu Platnick & Baehr, 2006 (Territori del Nord)
- Wesmaldra learmonth Platnick & Baehr, 2006 (Oest d'Austràlia)
- Wesmaldra napier Platnick & Baehr, 2006 (Oest d'Austràlia)
- Wesmaldra nixaut Platnick & Baehr, 2006 (Oest d'Austràlia)
- Wesmaldra rolfei Platnick & Baehr, 2006 (Oest d'Austràlia)
- Wesmaldra splendida (Simon, 1908) (Oest d'Austràlia)
- Wesmaldra talgomine Platnick & Baehr, 2006 (Oest d'Austràlia)
- Wesmaldra urawa Platnick & Baehr, 2006 (Oest d'Austràlia)
- Wesmaldra waldockae Platnick & Baehr, 2006 (Oest d'Austràlia)
- Wesmaldra wiluna Platnick & Baehr, 2006 (Oest d'Austràlia)

### Wydundra
Platnick & Baehr, 2006
- Wydundra anjo Platnick & Baehr, 2006 (Oest d'Austràlia)
- Wydundra barrow Platnick & Baehr, 2006 (Oest d'Austràlia, Territori del Nord)
- Wydundra carinda Platnick & Baehr, 2006 (Sud d'Austràlia, Nova Gal·les del Sud)
- Wydundra charnley Platnick & Baehr, 2006 (Oest d'Austràlia)
- Wydundra churchillae Platnick & Baehr, 2006 (Territori del Nord)
- Wydundra clifton Platnick & Baehr, 2006 (Sud d'Austràlia)
- Wydundra cooper Platnick & Baehr, 2006 (Sud d'Austràlia, Nova Gal·les del Sud)
- Wydundra cunderdin Platnick & Baehr, 2006 (Oest d'Austràlia)
- Wydundra daunton Platnick & Baehr, 2006 (Queensland)
- Wydundra drysdale Platnick & Baehr, 2006 (Oest d'Austràlia)
- Wydundra ethabuka Platnick & Baehr, 2006 (Territori del Nord, Queensland)
- Wydundra fitzroy Platnick & Baehr, 2006 (Queensland)
- Wydundra flattery Platnick & Baehr, 2006 (Queensland)
- Wydundra garnet Platnick & Baehr, 2006 (Queensland)
- Wydundra gibb Platnick & Baehr, 2006 (Oest d'Austràlia, Territori del Nord)
- Wydundra gully Platnick & Baehr, 2006 (Queensland)
- Wydundra gunbiyarrmi Platnick & Baehr, 2006 (Territori del Nord)
- Wydundra humbert Platnick & Baehr, 2006 (Territori del Nord)
- Wydundra humptydoo Platnick & Baehr, 2006 (Territori del Nord)
- Wydundra jabiru Platnick & Baehr, 2006 (Territori del Nord)
- Wydundra kalamurina Platnick & Baehr, 2006 (Sud d'Austràlia)
- Wydundra kennedy Platnick & Baehr, 2006 (Oest d'Austràlia)
- Wydundra kohi Platnick & Baehr, 2006 (Queensland)
- Wydundra lennard Platnick & Baehr, 2006 (Oest d'Austràlia)
- Wydundra lindsay Platnick & Baehr, 2006 (Sud d'Austràlia)
- Wydundra lowrie Platnick & Baehr, 2006 (Queensland)
- Wydundra moolooloo Platnick & Baehr, 2006 (Sud d'Austràlia)
- Wydundra moondarra Platnick & Baehr, 2006 (Queensland)
- Wydundra morton Platnick & Baehr, 2006 (Nova Gal·les del Sud)
- Wydundra neinaut Platnick & Baehr, 2006 (Queensland)
- Wydundra newcastle Platnick & Baehr, 2006 (Queensland)
- Wydundra normanton Platnick & Baehr, 2006 (Queensland)
- Wydundra octomile Platnick & Baehr, 2006 (Queensland)
- Wydundra osbourne Platnick & Baehr, 2006 (Queensland)
- Wydundra percy Platnick & Baehr, 2006 (Queensland)
- Wydundra solo Platnick & Baehr, 2006 (Oest d'Austràlia)
- Wydundra uluru Platnick & Baehr, 2006 (Oest d'Austràlia, Territori del Nord)
- Wydundra undara Platnick & Baehr, 2006 (Queensland)
- Wydundra voc (Deeleman-Reinhold, 2001) (Malàisia, Moluques)
- Wydundra webberae Platnick & Baehr, 2006 (Territori del Nord)
- Wydundra windsor Platnick & Baehr, 2006 (Queensland)

### Zimirina
Dalmas, 1919
- Zimirina brevipes Pérez & Blasco, 1986 (Espanya)
- Zimirina cineris Cooke, 1964 (Canàries)
- Zimirina deserticola Dalmas, 1919 (Algèria)
- Zimirina gomerae (Schmidt, 1981) (Canàries)
- Zimirina grancanariensis Wunderlich, 1992 (Canàries)
- Zimirina hirsuta Cooke, 1964 (Canàries)
- Zimirina lepida (Blackwall, 1859) (Madeira)
- Zimirina moyaensis Wunderlich, 1992 (Canàries)
- Zimirina penicillata (Simon, 1893) (Algèria)
- Zimirina relegata Cooke, 1977 (Santa Helena)
- Zimirina spinicymbia Wunderlich, 1992 (Canàries)
- Zimirina tenuidens Denis, 1956 (Marroc)
- Zimirina transvaalica Dalmas, 1919 (Sud-àfrica)
- Zimirina vastitatis Cooke, 1964 (Líbia, Egipte)

### Zimiris
Simon, 1882
- Zimiris diffusa Platnick & Penney, 2004 (Santa Helena, Socotra, Índia)
- Zimiris doriai Simon, 1882 (Circumtropical)